# Gümüşlü, Akçaabat
Gümüşlü là một xã thuộc huyện Akçaabat, tỉnh Trabzon, Thổ Nhĩ Kỳ. Dân số thời điểm năm 2011 là 496 người.